# 100 Rogues
100 Rogues es un videojuego de rol perteneciente al género roguelike desarrollado por Dinofarm Games y publicado por Fusion Reactions para iOS y Ouya.
En 100 Rogues, el jugador toma el papel de un avatar, y combate para abrirse camino a través de una serie de calabozos generados aleatoriamente. La misión final del jugador es eliminar a Satán por órdenes del Alto Concilio de Mine Town. Actualmente hay 11 distintos avatares seleccionables. El juego es conocido por sus animaciones en pixel art, su banda sonora estilo Super Nintendo y su sentido del humor.

## Recepción
100 Rogues tuvo una recepción muy positiva, obteniendo puntuaciones de 4 o 5 estrellas de la mayoría de calificadores.  Las críticas negativas al juego se enfocaban principalmente en problemas de estabilidad y errores varios que tuvo el juego en su versión de lanzamiento. Dinofarm Games realizó varios intentos de reparar los fallos rápidamente, por lo que algunos críticos mejoraron sus calificaciones posteriormente.